# Boalifälle
Die Boalifälle sind Wasserfälle in der Präfektur Ombella-Mpoko im Südwesten der Zentralafrikanischen Republik.

## Geographie
Die Boalifälle befinden sich 6 km östlich der Ortschaft Boali am Fluss M’Bali auf einer Höhe von 461 m über dem Meer. Mit einer Höhe von 50 m sind die Boalifälle eine der wichtigsten Sehenswürdigkeiten des Landes.

## Nutzung
Seit 1955 wird Energie durch an die Wasserfälle angrenzende Wasserkraftwerke zur Gewinnung von Strom für die Hauptstadt Bangui genutzt.

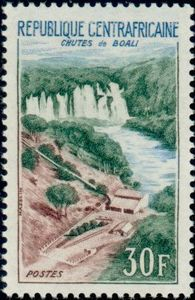
Die Boalifälle auf einer Briefmarke der Zentralafrikanischen Republik